# Bruno Wolke
Bruno Wolke (Rixdorf, 4 maggio 1904 – Rottenburg am Neckar, 24 dicembre 1973) è stato un ciclista su strada tedesco.
Professionista dal 1927 al 1936, nel 1928 fu terzo ai campionati del mondo a Budapest. Era fratello maggiore di Rudolf Wolke, anch'egli ciclista.

## Carriera
Ancora tra i dilettanti nel 1927 prese parte al Giro di Germania (gara open), in cui vinse una tappa, e si impose anche nel Rund um Berlin; chiuse inoltre al quinto posto una corsa a tappe olandese per dilettanti, l'Olympia's Tour. I risultati gli permisero di essere convocato per la prova di categoria ai campionati del mondo sul circuito del Nürburgring, in cui però si ritirò.
Passato al professionismo, nel 1928 fu terzo nel campionato tedesco, dietro Felix Manthey ed Herbert Nebe. Assieme agli stessi Manthey e Nebe fu convocato per la prova dei Professionisti ai campionati del mondo a Budapest. Favoriti in quell'edizione erano ancora gli italiani che come le altre squadre avevano potuto portare solo tre atleti (Alfredo Binda, Costante Girardengo e Gaetano Belloni, nel 1927 rispettivamente vincitore, secondo e quarto); tuttavia la forte rivalità tra i tre fece sì che si annullassero a vicenda, lasciando spazio alla vittoria del belga Georges Ronsse che riuscì a precedere due tedeschi, Nebe e proprio Bruno Wolke, terzo classificato.
Nel 1934 Wolke partecipò al Tour de France, ritirandosi durante l'ottava tappa; nel 1935 fu terzo allo Harzrundfahrt, classica del ciclismo tedesco dell'epoca.

## Palmarès
- 1927

Rund um Berlin
7ª tappa Giro di Germania (Norimberga > Monaco di Baviera)

## Piazzamenti

### Grandi Giri
- Tour de France

1934: ritirato (8ª tappa)

### Competizioni mondiali
- Campionati del mondo

Adenau 1927 - In linea Dilettanti: ritirato
Budapest 1928 - In linea Professionisti: 3º